# Burg bei Albrechtice

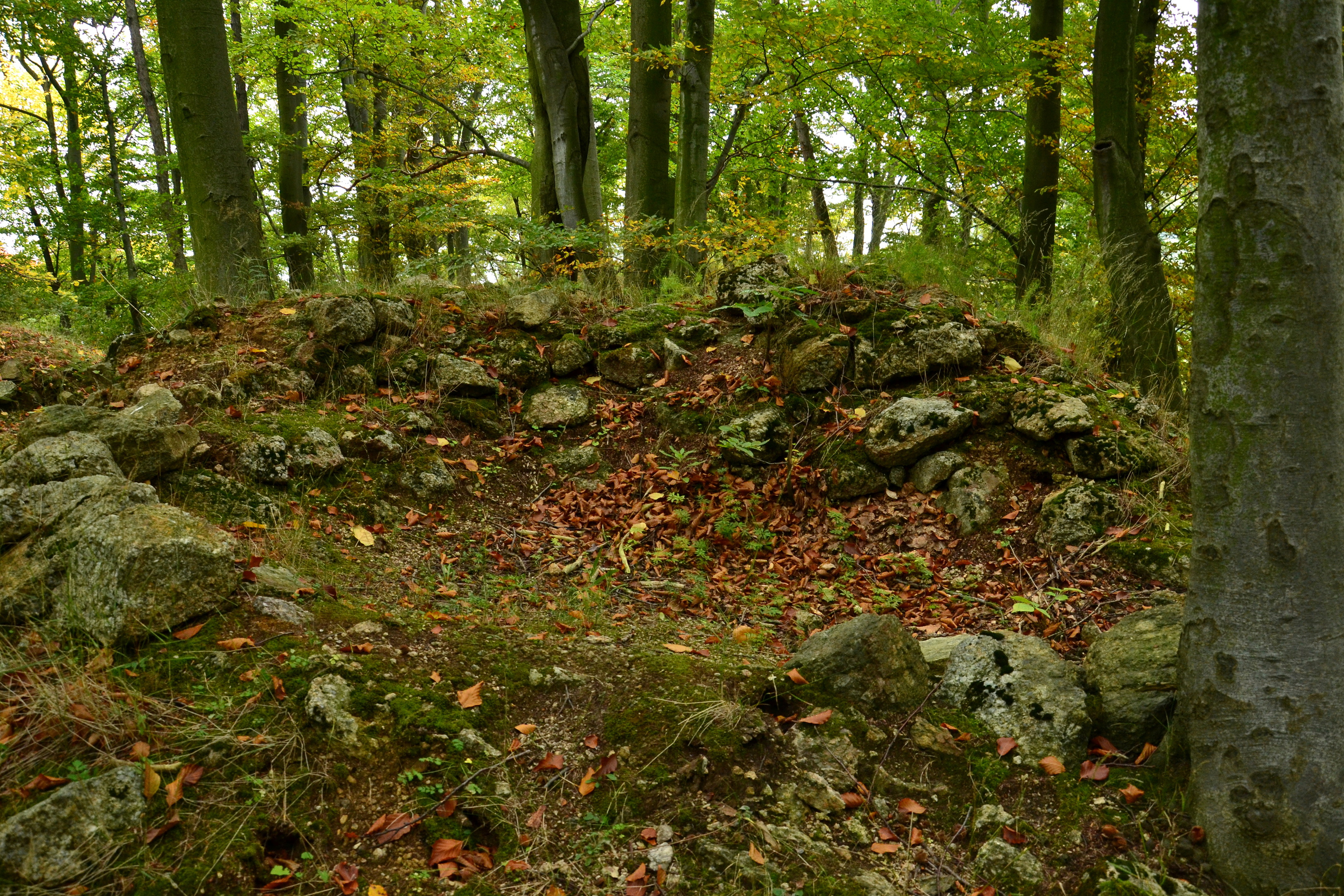
Torso des Bergfrieds

Die Burg bei Albrechtice (tschechisch Hrad u Albrechtic), auch Hausberk, Hausberg, Alberk, Alburk bzw. Alberg genannt, ist eine ehemalige Burganlage an der Südabdachung des Erzgebirges in Nordböhmen in der Gemarkung Černice der Gemeinde Horní Jiřetín im Okres Most, Tschechien. Ihr ursprünglicher Name ist unbekannt; die zum Ende des 19. Jahrhunderts übernommene Bezeichnung Alberg ist historisch unzutreffend, Hausberg ist lediglich der Name des Sporns.

## Lage
Die Reste der Spornburg von Typus einer Turmburg befinden sich auf dem, dem Černický vrch (Sattelberg, 575 m n.m.) südöstlich vorgelagerten bewaldeten Sporn Hausberk (Hausberg). Gegen Nordwesten liegt das Tal des Černický potok (Flößbach) mit dem Wasserfall Albrechtický vodopad; der Bach wird am westlichen Fuße des Burghügels in die Albrechtická štola (Ulbersdorfer Stolln) eingeleitet und auf der östlichen Seite dem Graben převaděč Černického a Šramnického potoka zugeführt. Südwestlich des Burghügels entspringt der Albrechtický potok. Gegen Südosten erstreckt sich im Nordböhmischen Becken an der Stelle der früheren See-Wiese der Braunkohlengroßtagebau Lom ČSA.
Umliegende Orte sind Černice im Osten, Jezeří im Südwesten, Mikulovice im Nordwesten und Lniště im Norden.

## Geschichte
Über die Burg und ihre Besitzer liegen keine schriftlichen Nachrichten vor. Bei archäologischen Untersuchungen konnten die jüngsten Funde in die erste Hälfte des 14. Jahrhunderts datiert werden. 
Die Burg wurde wahrscheinlich in der zweiten Hälfte des 13. Jahrhunderts errichtet. Es wird angenommen, dass sie sich zuletzt im Besitz der Herren von Rvenice befand. Nevlas von Rvenice, der seit 1354 als Besitzer der nahe gelegenen Dörfer Albrechtice und Strupčice nachweisbar ist, ließ in den Jahren 1363–1365 die neue Burg Burg Eisenberg errichten. Durdík nimmt an, dass die Burg bei Albrechtice mit der Fertigstellung der Burg Eisenberg ihre Bedeutung verlor und aufgegeben wurde.
Zum Ende des 19. Jahrhunderts sah Sedláček die wüste mittelalterliche Burg auf dem Hausberg irrtümlich als die erloschene Renaissancefeste Alberg an. Die 1565 erstmals erwähnte Feste Alberg wurde jedoch erst in der Mitte des 16. Jahrhunderts durch Georg Hochhauser von Hochhaus errichtet und stand wahrscheinlich im Dorf Albrechtice (Ulbersdorf).

## Anlage
Die Burganlage bestand aus der Kernburg mit Bergfried und Hauptgebäude sowie zwei Vorburgen. Vom Bergfried, der einen Durchmesser von 10 Metern und eine Wandstärke von 3 bis 4 Metern hatte, ist ein Schutthügel mit einem Turmstumpf erhalten. Von dem hinter dem Turm befindlichen Hauptgebäude ist nichts mehr sichtbar. Im Boden befindet sich ein eckiges Loch, das entweder als Zisterne oder Kellereingang gedeutet wird. Der Turm, vermutlich auch die gesamte Kernburg, war von einer mächtigen halbkreisförmigen Mantelmauer mit einer Stärke von zwei Metern umgeben. Deutlich erkennbar sind die aufsteigenden Ecken der ehemaligen Bollwerke und die zugehörigen Gräben. Die Reste der Burg sind mit Buchenwald bestanden.